# جان شی
جان شی (انگلیسی: John Shea؛ زادهٔ ۱۴ آوریل ۱۹۴۹) بازیگر، کارگردان فیلم و صداپیشه اهل ایالات متحده آمریکا است.
از فیلم‌ها یا برنامه‌های تلویزیونی که وی در آن نقش داشته‌است، می‌توان به همسر خوب، ۵۱، دختر سخن‌چین، گم‌شده، فریجک، عزیزم، بچه را بزرگ کردم، نشانه نامرئی خودم، دزدی خانه و یک زندگی جدید اشاره کرد.